# Ли Сон Хи (тхэквондистка)
Ли Сон Хи кор. 이선희?, 李仙熙?; 21 октября 1978, Сеул) — южнокорейская спортсменка, олимпийская чемпионка по тхэквондо. Выиграла золотую медаль в весовой категории до 67 килограмм на летних олимпийских играх в Сиднее в 2000 году.